# 全国青年大会
全国青年大会（ぜんこくせいねんたいかい）は、毎年11月に東京で開かれる40歳以下の地域青年を対象とした全国規模のスポーツ・文化の祭典。全青大（ぜんせいたい）と略される。
全国農協青年組織協議会や各種宗教団体が主催する「全国青年大会」という同名イベントが複数存在するが、ここで紹介する全国青年大会とは無関係。

## 大会概要
- 主催：日本青年団協議会（略称：日青協）、日本青年館、東京都（第55回まで東京都教育委員会）
- 後援：文部科学省、日本スポーツ協会、日本放送協会（NHK）

## 大会の趣旨
日ごろ取り組んでいるスポーツや文化活動の発表の場として、予選大会等を経た各都道府県代表の青年男女が集まり、4日間（11月上中旬の金曜～月曜）にわたり披露する。参加者の交流と友情を深め、平和な地域社会を創りだし、スポーツと文化の裾野を拡げることに重点を置いている。なお、2005年（平成17年）の第54回までの大会参加者数は延べ35万人。
第1回大会来賓の三笠宮崇仁親王は「日本が、もしかつて大陸に武力的に進出したような甘い夢がまださめやらずして、再び武装して外に出るようなことがあれば、これは第三次世界大戦の誘引になることを痛切に感ずる。なんといっても再び日本人が武装して国外に出ないことを、皆さんにはっきり持っていただきたい」と語った。その後も、平和への努力こそが若者の大会である青年大会の基本理念であることが、長きにわたって受け継がれている。
- 大会シンボルマークは、50年以上受け継がれている伝統あるもの。
- 大会の統一テーマ「友愛と共励」は、第30回に設定された。
- 大会イメージソング「現在（いま）から…ここから」は、宮崎市青年団協議会が作詞、同協議会元会長の戸髙正博が作曲・編曲。第50回大会記念企画として公募され、その中から選ばれた。合唱競技の課題曲のひとつにもなっている。

### 開催までの経緯
戦後の青年団による競技大会の復活（戦前は同種の大会として「明治神宮競技大会」があった）の取り組みは、青年団の全国組織結成の過程において、1946年（昭和21年）からはじまった国民体育大会に「青年団の部」を加えるよう関係団体に要望を出すところから始まった。この取り組みは全国青年大会が開催されるまで日本青年館の事業として継続される。
1951年（昭和26年）、日本青年団協議会が結成。翌1952年（昭和27年）の大会において、「神宮外苑を中心に青年団の体育的な競技、キャンプなどのペーゼントを展開し青年団生活における正しいレクリエーションの意義を理解すると同時に、実践を通してこれが指導能力向上の機会たらしめたい」旨の事業方針案が可決された。
同年、サンフランシスコ講和条約発効を記念して「講和記念全国青年大会」が開催される運びとなった。しかし、文部省から、日青協は法的資格のある団体ではない、全国の青年団全てを包括した団体ではない、経費を支出していない、等の理由から大会の主催団体として認められないという意向を伝えられた。これは、青年学級の法制化に日青協が反対の立場を取っていた事が背景にあったからともいわれている（「全国青年問題研究集会」の項を参照）。日青協は当然反発し、「青年団の主体性を守るため大会参加をとりやめるべき」という意見も出たが、結局第1回の大会は日青協の「主管」という形で行く事となった。なお、日青協が主催団体となるのは第3回大会からである。

### 参加資格
体育の部は国民体育大会（少年の部は除く）や国際競技会、文化の部は日展等全国公募展などに参加経験のあるトップレベル競技者や職業（プロフェッショナル）競技者には参加資格がなく、普段は働きながら、地域で地道にスポーツや文化活動に携わる35歳までの青年に参加資格がある点が最大の特徴。
ただし、競技によっては一定条件を満たせば参加可となる場合もある。（バドミントン・卓球・ボウリング・写真展・生活文化展は5年経過すれば良い。ソフトボール女子と美術展は5年経過すれば良かった）
- トップレベル競技者でも、他の競技でなら参加可。
- 監督やマネージャー、郷土芸能の熟練を要する伴奏者などは、35歳を超えていても良い。
- 演劇と郷土芸能は、児童の参加も認めている。
- 硬式野球や準硬式野球の職業競技者や全国大会経験者は、全青大の軟式野球になら参加可。

#### 「勤労青年の大会」から「地域青年の大会」に
従来は勤労青年のみ対象だったが、第50回から学生も参加できるようになった。ただし、人数制限があり、各競技の学生連盟に登録していないことなど厳しい条件がある。
- 定時制や通信制の高校生、各種学校の生徒、通信制や夜間制の大学生＝一般青年として参加可。
- 大学生、大学院生、短大生、専門学校生、専修学校生＝学生としての条件内で参加可。
- 全日制の高校生＝参加不可。

#### オーバーエイジ枠の導入
従来は35歳以下の青年のみ対象だったが、第58回から年齢制限が緩和され、36歳以上（上限なし）でも出場可となった。参加枠は、これまでの学生枠と分け合う形となる。
団体競技では、人数不足解消で出場可となる団体が増えることが期待される。しかし、何歳でも出場可なため、青年層とかけ離れた高齢選手ばかりが参加しないかという懸念もある。

#### 芸能文化の部を分離へ
日青協は平成24年度（2012年度）第2回理事会 で、2013年（平成25年）に行われる第62回から芸能文化の部（以下、文化）を全青大から分離し、別事業として開催することを提案。一部加盟団が猛反対したが、最終的に賛成多数で承認された。（第61回大会で出場8チーム未満の種目を廃止する附帯決議も承認）
分離の目的は、スポーツ振興くじ助成金を得るため、全青大をスポーツに特化した大会にすることにある。しかし、全青大が長年にわたりスポーツと文化を“車の両輪”として扱ってきたにも拘らず、財政的に苦しく、参加者が減少傾向にある（後述）とはいえ、金が欲しいから文化を切る」ともとれる日青協の姿勢は、関係者から大顰蹙を買っている。
日青協は、2013年（平成25年）から代替事業「全国青年文化祭」を全青大と同日に行う計画。ただし、どの種目を同文化祭で行うかなど詳細は未定。助成金が得られなかった場合でも、分離の方針は変わらないとしている。

#### 詳細
- 都道府県を越えたチーム編成や、居住都道府県以外からの出場はできない。ただし、東日本大震災で大きな被害を受けた6県（青森、岩手、宮城、福島、茨城、千葉）は、県外転居（仮設住まい含む）を余儀なくされた被災者がいる点を考慮し、2011年（平成23年）3月11日時点の居住県でも出場できる。この際、当該県選手団長の証明書類提出が必要。
- 柔道は全日本柔道連盟に会員登録、フットサルは日本サッカー協会にフットサル登録が必要。
- 幅広い青年に出場機会を拡げようと、以前は1競技に1度しか出場できなかった（別な競技なら出場可）。その後、2度まで出場可（第40回から）→団体は過半数入れ替え、個人は1年以上間をあければ何度でも出場可→前年の優勝・最優秀賞以外は連続出場可（前年の優勝・最優秀賞は、団体は過半数入れ替えが必要。個人は連続出場不可）→前年の優勝・最優秀賞に関係なく連続出場可。団体も過半数入れ替え不要（第55回から）…と条件が緩和されてきた。これは、同じ活動に継続して取り組めるように…という意味があるが、参加団体・個人の減少も大きく影響している。
- 団体種目は、以前は「過半数を同一郡市以下の単位で構成」が条件だったが、現在は「同一都道府県以下の単位で構成」に緩和された。
- ソフトボール、卓球（団体戦のみ）、フットサル、ボウリング、文化の部全種目（将棋・団体戦は除く）、意見発表は、各都道府県2団体・個人まで代表を派遣できる。
- 1大会につき1人1競技しか参加できない。ただし、美術展と生活文化展に限り、他の1競技と兼ねることができる。

## 開会式・閉会式
大会は全日程参加が原則だが、職場環境の厳しさ等から開会式、閉会式のどちらも欠席者が増加傾向にある。
開会式
- 初日午後から東京体育館で開かれる。
- 以前は晴天時に国立競技場、雨天時に東京体育館で実施されていた。第51回から東京体育館へ一本化された。第59回と第61回は東京体育館が使えず（後述）、東京武道館で実施された。
- 毎年、皇族を来賓として迎えている。第54回は紀宮清子内親王の結婚関連行事と同時期だったことから見送られ、第55回以降も出席はなかったが、第60回で6年ぶりに出席があった。
- 終了後、交歓会が行われる。内容は毎年異なる。
- 交歓会後、種目別監督会議が日本青年館やNYC等で開かれ、組み合わせやルールの確認等を行う。会議で参加条件、参加資格、その他要綱に関する決定はできない。

閉会式
- 会場は日本青年館大ホール。第55回までは最終日（月曜）午後に開かれていた。第56回以降は3日目（日曜）夜に開催されている。日本青年館が使用できない第64回と65回大会はNYC大ホールで実施。
- 式典に先立ち、優秀芸能等の再発表（合唱、意見発表、郷土芸能、のどじまん）が行われる。
- 第56回は、文化部門の最優秀賞・優勝の団体や個人の再表彰が行われた。
- 体育の部の一部競技（エントリーが多く一試合あたりの時間も長い競技）は、試合消化の関係で、第55回までは閉会式が始まっても試合を行っている場合があった。第56回以降は、閉会式翌日にバスケットボール決勝、軟式野球の準決勝と決勝が行われている。

## 会場・実施競技
日本青年館のほか、東京体育館、国立オリンピック記念青少年総合センター、講道館、江戸川区総合文化センターなどが会場として使われる。過去には国立競技場、両国国技館、日本棋院市ヶ谷会館、将棋会館など各競技の聖地と言える会場が使われていた。

### 第61回実施予定競技
体育の部
- バレーボール（男女別、9人制）
- バスケットボール（男女別）
- 軟式野球（男女不問）
- ソフトボール（男子） ※2年ぶりに復活
- 柔道（男子の団体戦と体重別個人戦(73kg級・90kg級・無差別級)、女子部門なし）
- 剣道（男女別の団体戦と個人戦）
- 卓球（男女別の団体戦と個人戦 ※個人戦予選の下位者対象のトーナメント戦もある）
- バドミントン（男女混合の団体戦のみ）
- ボウリング（男女別と混合の団体戦）
- フットサル（男女不問）

芸能文化の部
- 演劇
- 人形劇
- 合唱
- 郷土芸能（民俗芸能・創作芸能）
- 写真展（テーマ作品の部、自由作品の部）
- 生活文化展（民芸品・手芸品・室内装飾品・日常生活用具など）
- 将棋（個人戦、男女不問） ※2年ぶりに復活
- 意見発表（8分以上10分以内）

交流プログラム
- のどじまん
- 舞台パフォーマンス（漫才・踊り・ジャズバンド・弾き語り・日本舞踊などが実施される）

### 廃止された競技
体育の部
- 陸上競技（男子・正式競技12種目、公開競技1種目…100メートル競走、200メートル競走、400メートル競走、1500メートル競走、5000メートル競走、10000メートル競走、スウェーデンリレー《100メートル＋200メートル＋300メートル＋400メートル》、走高跳、走幅跳、三段跳、砲丸投《6.0キログラム》、三種競技《走幅跳・砲丸投・1500メートル》、ボール投げ（公開競技、ソフトボールA3号）　　女子・正式競技9種目、公開競技1種目…100メートル競走、200メートル競走、800メートル競走、1500メートル競走、400メートルリレー走《4×100メートルリレー》、走高跳、走幅跳、砲丸投《4.0キログラム》、三種競技《走幅跳・砲丸投・200メートル》、ボール投げ(公開競技)）
- 俵かつぎ競争
- バレーボール（女子6人制）
- ソフトボール（女子）
- 水泳
- 相撲
- 弓道
- 綱引き

芸能文化の部
- 生活技術創作展
- 囲碁（個人戦、男女不問）
- 将棋（団体戦(3人制)、男女不問）
- 美術展（絵画＝油絵・水彩画・版画・イラスト他＝、彫刻＝木彫・塑造他＝、美術工芸＝ただし、手芸および生活文化展出品物に類するものは除く＝、書）  等

## 表彰
- 体育の部と将棋は、ベスト8以上（エントリーが16以下の場合はベスト4以上）を表彰。優勝（1位）に金メダル、準優勝（2位）に銀メダル、3位に銅メダルが授与される。廃止された囲碁も同様だった。
- それ以外の競技は、最優秀賞（のどじまんはグランプリ）に金メダル、優秀賞に銀メダル、努力賞（写真展と生活文化展は佳作）に銅メダルが授与される。体育の部や将棋と異なり「該当なし」の場合もあるが、逆に最優秀賞が2団体（個人）以上という場合もある。
- 民俗芸能の「後藤文夫賞」、演劇の「創作戯曲賞」や「舞台美術賞」、人形劇の奨励賞など、特別賞が用意されている競技もある。
- 陸上競技は、競技種目ごとに1位3点、2位2点、3位1点を与え、都道府県対抗で団体順位も競い、上位3位まで表彰状が授与されていた。
- 屋外競技の中には、雨天の日が続いた影響で予定通りに進行できず、2チーム同時優勝となったことや、まったく表彰が行われなかったこともある。
- 失格者（チーム）の入賞が確認された場合、その賞は剥奪される。その際、当該賞は空位となり、席次が繰り上げられることはない。（過去の大会で、全試合終了後に無資格者が出場していたことが発覚し、入賞が取り消されたチームもある）
- 第56回は、閉会式で文化部門の最優秀賞・優勝の団体や個人の再表彰が行われた。

## 大会の歴史
- 第1回（1952年）　サンフランシスコ講和条約発効を記念して「全国青年大会」実施。文部省などが主催し、日青協は主催と同等の「主管」でスタート。
- 第2回（1953年）　文部省と協議を重ね日青協は「主管」のままで実施。
- 第3回（1954年）　大会の主催問題で日青協「不参加」表明、大会の開催不能にまで追い込まれる。　※下記で解説
- 第4回（1955年）　4者主催（文部省、全国都道府県教委、東京都、日青協）で盛大に開催。
- 第5回（1956年）　大会のあり方や本質について討議し、日ごろの活動の成果を持ち寄り、青年の友情と団結を固める大会の原点が確認された。
- 第6回（1957年）　新種目に剣道加わる。最終日に日本青年館ホールで講壇式討論会や最優秀賞に輝いた演劇、音楽、意見発表の再発表とその観覧会を行うなど盛り上がりを見せた芸能文化の部となる。
- 第7回（1958年）　生活技術創作展を新設。
- 第8回（1959年）　伊勢湾台風で、愛知・岐阜・三重の東海3県涙の不参加。
- 第9回（1960年）　新種目に郷土芸能加わる。
- 第10回（1961年）　10周年記念に交歓のつどい。
- 第11回（1962年）　地方開催の論議高まる。
- 第12回（1963年）　新装の国立競技場使用第1号。
- 第13回（1964年）　文化部門のレベルアップが顕著。
- 第14回（1965年）　全部門で質、量ともに向上。
- 第15回（1966年）　種目、人員増で内容一段と充実。
- 第16回（1967年）　体育偏重から二本柱（体育・郷土芸能）。
- 第17回（1968年）　華やかな前夜祭で明治100年を彩る。
- 第18回（1969年）　初めて職域の部（二部）導入。　※下記で解説
- 第19回（1970年）　「郷土芸能」万国博に大挙出演。
- 第20回（1971年）　選手全員が戦後生まれに。
- 第21回（1972年）　文部省の手を離れ日青協、東京都教委、日本青年館の三者共催事業に。参加年齢制限を28歳まで引き上げ。
- 第22回（1973年）　「日本の秋まつり」ようやく軌道にのる。
- 第23回（1974年）　芸能・文化部門で参加資格を緩和。
- 第24回（1975年）　二部制廃止、ソフトボール・水泳・囲碁・将棋（個人戦）を追加。
- 第25回（1976年）　開会式で青年館建設募金の訴え。
- 第26回（1977年）　日本青年館解体により大会本部を国立オリンピック記念青少年総合センターに移転。「日本の秋まつり」の中止。
- 第27回（1978年）　福田赳夫首相を迎え開会式盛り上がる。
- 第28回（1979年）　日本青年館新館完成後の初めての大会。「日本の秋まつり」復活。
- 第29回（1980年）　交歓競技に団長対抗リレー。
- 第30回（1981年）　史上最大の参加者数（7748名）。中国、デンマーク代表が参加。大会統一テーマ「友愛と共励」を設定。
- 第31回（1982年）　交歓、交流重視強まる。
- 第32回（1983年）　中曽根康弘首相が開会式に出席。交歓会の模様がテレビ放映。
- 第33回（1984年）　開会式の運営協力員制度により運営がスムーズに。 ※下記で解説
- 第34回（1985年）　中国青年500名が訪日し、大会の開会式に代表が出席。
- 第35回（1986年）　交歓会を明治公園で実施。
- 第36回（1987年）　大会PRのため10万枚のチラシ配布。
- 第37回（1988年）　個人戦の棄権者増加。昭和天皇の病状に鑑み一部プログラムが変更。
- 第38回（1989年）　6年ぶりに首相（海部俊樹首相）が開会式に出席。
- 第39回（1990年）　軟式野球を公開競技として導入。
- 第40回（1991年）　同一種目へ2度まで出場可能、参加年齢の引き上げなど参加条件を緩和。
- 第41回（1992年）　復帰20年、沖縄県団が先頭で入場行進。
- 第42回（1993年）　皇太子徳仁親王、雅子妃を迎えての開会式。
- 第43回（1994年）　新競技として綱引き（公開競技、男子・女子・男女混合の3種目）を導入。
- 第44回（1995年）　「日本の秋まつり」終了に伴い、代わって「全国青年文化祭」を開催。
- 第45回（1996年）　紀宮清子内親王を迎えて開会式。綱引きが正式競技となる。
- 第46回（1997年）　文化部門で観客獲得に力を入れる。
- 第47回（1998年）　開会式の入場行進は各選手団独自のスタイルへ。
- 第48回（1999年）　史上初めて参加者が5000名を割り込む。交歓会で全員参加の○×クイズ実施。
- 第49回（2000年）　20世紀最後の大会。国立競技場での開会式は最後となる（第50回は雨天のため東京体育館で開催）。
- 第50回（2001年）　「勤労青年」の大会から「地域青年」の大会へ。大会イメージソングに「現在（いま）から…ここから」を選定。ボウリング（公開競技）を導入。将棋の歴代優勝者によるグランドチャンピオン戦を実施。水泳は最後の開催となる。
- 第51回（2002年）　開会式を東京体育館に一本化。綱引き女子のエントリーがゼロだった。
- 第52回（2003年）　ソフトボールに男子を導入。フットサルを公開競技として導入。綱引きが男女混合のみとなる。
- 第53回（2004年）　ボウリング混合の部にベーカー方式を導入。相撲、弓道、綱引きは最後の開催となる。
- 第54回（2005年）　フットサル、ボウリングが正式競技に。将棋に団体戦を導入。参加者が4000人を割り込む。
- 第55回（2006年）　都道府県単位での出場と連続出場が可能に。ボウリングが正式競技となる。
- 第56回（2007年）　閉会式が閉会プログラムへ変更、特別企画として「日本のO.Do.RIフォーラム」を実施。ソフトボール、卓球団体戦も各都道府県から2団体まで派遣可能となる。ソフトボール女子、将棋団体戦が最後の開催となる。
- 第57回（2008年）　明治公園にてフリーマーケットと共同開催していた青年団物産市を日本青年館で独自開催。参加者の少ない陸上競技、バドミントン、卓球を1年間休止する。
- 第58回（2009年）　前回休止3競技中、バドミントンと卓球は再開し、陸上競技は廃止される。演劇と人形劇以外の各種目にオーバーエイジ枠を導入。バレーボールと剣道も各都道府県2団体派遣可能となる。美術展は、写真の部を「写真展」に変更し、それ以外の部門は廃止される。
- 第59回（2010年）　世界バレー開催で東京体育館が使用できず、開会式を初めて東京武道館で開く。人形劇は参加団体ゼロのため実施されなかった。
- 第60回（2011年）　東日本大震災の復興の象徴として大会を開催。瑶子女王を迎えて開会式（東京体育館に戻る）。参加者の少ないソフトボール男子と将棋個人戦が1年間休止された。
- 第61回（2012年）　11月9～12日に開催。ソフトボール男子と将棋個人戦が再開。芸能文化の部は、この大会を最後に分離され別事業となる。
- 2020年は新型コロナの影響で延期。2021年を第69回大会とする予定。

### 日青協の全青大不参加表明
「開催までの経緯」にあるように、当初は全国青年大会の主催をめぐり日青協と文部省は対立していた。1954年（昭和29年）の第3回大会に際し日青協は、「文部省との共催、もしくは日青協の主催で無い限り日青協は参加しない」という強い態度で文部省と折衝をもった。これに対し文部省は同年8月、日青協を主催団体と認めるという回答を示し、各加盟団もそれを受け予選会開催など慌しく対応した。ところが翌月9月の開催打ち合わせの会合において、文部省は「大会を全勤労青年の総合大会にする」という名目で、ボーイスカウト日本連盟や日本キリスト教青年会などを加えた、実に14団体の主催による大会にする事を突如発表した。これまで果たしてきた青年大会における青年団の主体的な役割を無視し、行政主導の「官製」青年大会の方向に進もうとする事に対し日青協は猛反発し、ついに「全青大不参加」の声明を発表するに至った。
この日青協の態度にボーイスカウト日本連盟や日本キリスト教青年会などの青年団体も同調して主催を返上し、さらにマスコミを含めた世論もその態度を支持した。ただし都道府県青年団では、日青協の加盟団としては不参加を表明するも、参加希望の選手にまでそれを強制できないとして、県教育委員会からの申し込みによる参加を容認したところも一部であった。
事態を憂慮した全国都道府県教育長協議会が収拾のために仲介に乗り出し、日青協は大達茂雄文部大臣と直接交渉に及ぶ事となった。その結果、今大会は日青協が主催に加わりかつ主管して運営に当たる事、今後は日青協と文部省、都道府県教育委員会とよく協議して計画を立てる事などが確認され、日青協の不参加は回避された。

### 「職域の部」の導入
1969年（昭和44年）の第18回大会は、「一部」（地域の部）と「二部」（職域の部）という二部制に分かれて開催された。これは、従来の地域青年団員の参加に加えて、体育部門において職場・事業所単位での参加を認めるというものだった。しかし、勤労青年に広く参加の門戸を開くという意義はともかく、青年団と関係の無い職場チームの青年が出場する事が果たして青年団の組織強化につながるかという疑問が検討段階から指摘されていた。
第18回大会直後の日青協理事会においてもこの疑問が俎上に挙がった。全青大は勤労青年の大会であるという原則から見ても参加者を青年団員のみに絞るべきではないという意見もあったものの、次年度の大会でも二部制を取り入れるという開催要項案は否決されてしまった。そこで執行部は翌1970年（昭和45年）の定期大会において、二部制は次年度開催予定の第20回大会から改めるという案を提示し、議論は一旦は収束した。
しかし、実際の廃止はその後文部省や各都道府県の教育委員会との意見調整がつかなかったため、1975年（昭和50年）の第24回大会まで持ち越された。ちなみに、この時二部制廃止に伴う参加者の減少が懸念されたが、実際は逆に前年度大会より参加者が500人以上増えるという結果になった。

### 運営協力員制の導入
1981年（昭和56年）の第30回大会では参加者数が史上最大の7748名に達するなど、1980年代には参加者数がピークを迎え、交歓会の規模も大きくなってきた。そこで運営スタッフ不足の解消のために、1983年（昭和58年）の第32回大会から、各道府県団から選手や選手団役員と別に「運営協力員」を選出し、主催者の役員・職員とともに開会式や交歓会の運営の任に当たるという制度がはじまった。この運営協力員制は現在においても継続されている。

## 各都道府県の青年大会
- 主に各道府県の連合青年団組織や教委が主催。東京都は、都の連合青年団組織が解散しているため、都の各競技協会が主催している。
- 全青大の予選会を兼ねるところが大半だが、そうでないところもある。
- 名称は「青年大会体育部門（または文化部門）」「青年文化祭」「青年体育大会」「青年祭」など異なる。
- 青年大会は、町村または市の各地区→郡市→（広域圏→）都道府県→全国と積み重ねることが基本。
- 全青大競技の一部を導入せず、その競技の代表を派遣しない都道府県もある。
- 北海道は、基本的に団体種目しか実施していない。（ただし、全青大の団体戦に出場した選手が、個人戦に出ることは認めている）
- 団体種目は、全青大では「同一都道府県以下の単位で構成」に緩和されたが、現在も「過半数を同一郡市以下の単位で構成」を守っているところもある。
- 全青大には導入されていないが、ソフトバレーボール、テニス、ゴルフ、パークゴルフ、キンボール、ストリートダンス、雅楽、日本舞踊、料理、全青大で廃止された弓道、囲碁、将棋の団体戦などを実施するところもある。
- 青年大会を「青年団のための大会」と位置づけ、青年団員でない若者やクラブチームの参加を一切認めない県も一部にある。しかし、「はじめに青年団ありきにするのではなく、青年大会を地域の青年たちに幅広く開放したほうが良い。青年大会参加をきっかけにして、青年団活動に入ってもらえば良い」という意見もある。
- 同じ競技でも、百チーム以上が参加する大会がある一方、エントリーが1チームしかなく自動的に全青大出場確定という大会や、まったくエントリーがなく競技が成立しない大会もある。
- 全青大は1大会につき1人1競技しか参加できないが、都道府県大会は2競技以上への参加が可能となる場合もある。また、美術展・生活文化展も複数出品が可能となる場合がある。
- 新潟県連合青年団は、県青年大会への出場を希望する種目チーム単位で県団組織に加盟してもらい、種目ごとに実行委員会を組織して大会を行う大改革を断行、内外から注目を集めている。[2]
- 文化部門と体育部門を別々に開くところと、同時に開くところがある。
- 宮城県は、東日本大震災が発生した2011年は県大会（宮城県青年文化祭、宮城県青年体育大会）を中止した。その代わり、全青大出場者を決める選考会（試合のみ、通常の県大会のような全体行事やアトラクション等なし）を開き、震災8ヶ月後の第60回全青大にも選手団を派遣した。宮城県選手団は、前年まで全国最大規模の選手数を誇っていたが、この年に大幅減となったのは言うまでもない。なお、県大会は2012年から再開する。

## その他の青年大会
- 郡市大会の後、都道府県大会前に広域圏の青年大会を開く地域もある。
- 4Hクラブ、農協・商工会議所・商工会の青年部、青年会議所など、青年団以外の各種青年団体と協力して青年大会を開く地域もある。
- 最も歴史のある青年大会は、1917年（大正7年）に始まった「高知県北幡地区青年大会」といわれる。
- 東京都の離島9町村による「東京都島嶼（とうしょ）青年大会」も開かれている。離島で暮らす青年たちの交流を図る貴重な行事となっている。

## 参加者の減少
全青大参加者は、第30回の7748人をピークに年々減少し続け、第57回はついに3000人を割り込んだ。
- (1)諸経費（参加費・宿泊費・旅費等）の大半が自己負担となるうえ、都道府県や市町村からの補助金も財政難から年々削減され、全面廃止されたところもある
- (2)職場環境の厳しさから、連休を取得しにくい
- (3)「都道府県代表」や「大舞台で競技（演技）できる」ということに魅力を感じなくなった

…などが大きな原因と考えられる。せっかく都道府県大会で好成績をあげ代表権を得ても、前述の理由で出場を辞退する団体・個人も増加している。また、予選となる都道府県大会も参加者が減少しており、大会が存続の危機にたたされている。
演劇は、最盛期には数十都道府県が参加し、1会場で間に合わず2会場で実施されていた。しかし、第57回は何と1団体しかなかった（ただし、獨協高校演劇部が研究公演で参加している）。この年は、人形劇の参加も1団体のみだった。
第54回までは全都道府県が参加していたが、第55回以降は1人も参加しない県もある。
主催する日青協の態度・声明が、特定の政治団体のそれに類似していると感じる人が日青協そのものを敬遠し、大会へ参加したがらないケースもみられる。　※日本青年団協議会や青年団の項を参照。
広島県で「5年前5000名を誇っていた参加者が昨年（2005年）は3500名を下回り、来年以降の（全国青年）大会存続が危ぶまれている為、今年（2006年）で最後となる可能性があります」と書かれた県大会の案内文書が出回り、大騒ぎとなった。しかし、この文書はまったくのガセネタで、日青協は2007年の第56回大会を開催し、騒動の発端となった広島県も選手団を派遣した。

## 問題点
- 都道府県によっては、予選大会で実施せず、全青大にも選手派遣を行わない（希望者がいても受け付けない）種目がある。このため「本当の意味で、全国大会と呼べないのでは」と指摘されるほど参加が少ない種目もある。
- 体育部門でドーピング検査がなく、不正をしようと思えば、いくらでもできる状態となっている。
- 各都道府県大会でユニフォームなどの規制を緩和しているところが多い。それ自体は問題ではないが、そのままのノリで全青大に参加し、競技前日の監督会議や競技当日にユニフォームデザインや背番号などが問題となることもある。
- 参加する青年団の多くは、同じ種目に参加する他の都道府県の選手、あるいは他の競技に参加する同じ都道府県の選手との交流にも力を入れたいと考えるところが多い。しかし、クラブチームなどは競技へ集中し好成績をあげることだけを考える傾向が強く、全員参加が原則の開・閉会式や交歓プログラム、あるいはその都道府県内の交流会などを敬遠するところもある（きちんと交流を考え、青年大会をきっかけに青年団活動も始めるクラブチーム関係者もいるが、少数派である）。これは都道府県以下の青年大会でも言えることで、「幅広い青年層を参加させ、交流を図りたい」という思いを持つ主催者の頭を常に悩ませている。
- 柔道は女子種目がない。ソフトボールは第57回から男子のみとなり、軟式野球のように男女混合が認められていないため、女子選手は参加できない。廃止された陸上競技や水泳も、女子種目が男子より少なかった。日本青年団協議会は男女共同参画の実現に向けた取り組みを行っているが、大会運営は女性差別的だという声もある。
- 生活文化展などは「作品のみ出品」を選択する参加者が多い。これは、参加費（旅費、宿泊費など含む）が高額なことや、大会期間が長いことが主な原因と考えられる。
- 各都道府県からの派遣が2団体（個人）に拡大された種目も、それほど参加者増加につながっていないと指摘されている。
- 民俗芸能で、まったく異なるジャンルを横一線で競わせるのには無理があるという指摘もある。
- 以前は認められていなかった連続出場が可能になったことで、特に上位の出場チーム・選手の顔ぶれが固定化していると指摘する意見もある。
- 青年大会そのものの知名度が低く、全青大で行われている競技に取り組む選手や関係団体役員等、あるいは青年団以外の青年層団体（青年会議所など）が、青年大会の存在さえ知らないことが多い。これは、各地域の青年団の体力低下（加盟団減少、団員不足など）で、大会を運営するのがようやくのため、大会PRや参加者募集にまで力が入らないことが主な原因。しかし、それがさらに参加者・運営スタッフ（実行委員）減少に拍車をかける悪循環に陥っている。
- 都道府県大会で参加が少ないこともあり、細かいルールやマナーを理解しないまま全青大に参加するチームや選手がいて問題となる場合もある。
- 都道府県以下の大会の中には、一部競技の運営を地元の競技連盟等に丸投げしているところがある。青年大会は、運営も青年たちが手がけ作り上げることに意味があり、丸投げ行為を批判する声もある。
- 全国青年大会期間中に地方大会を実施して問題となった地域もある。これは、青年大会が「地方→都道府県→全国」と積み上げることを考慮しない都道府県教委の教育事務所が主導して開催したために起こった。
  - 上記と同じ理由で、全国大会期間中を避けても、その直前・直後に地方大会を開いてしまう所もある。両大会とも出場する選手は、練習や準備を同時並行しなければならない。特に、前回地方大会とは違う競技に取り組もうと考える選手は、いずれかの大会、または両大会とも準備不足に陥ってしまう危険性がある。
- 種目の新設や改廃は、主催する日青協の定期大会（総会、毎年ゴールデンウイークに開催）で決まる。青年団以外の参加者からみると、廃止や休止は突然断行される形となる。せっかく築かれた参加者間の交流を断絶させないよう、せめて最後の開催となる大会の前までには廃止を知らせるよう配慮すべきという声もある。

## その他
- 皇族は、開会式に出席するのみならず各競技を見学することもある。紀宮清子内親王（当時）が意見発表を見学した際、質疑応答の時間に自ら挙手し、発表者に質問を行った。質問は、審査員のほか見学者も可能となってはいるものの、まさか内親王が質問するとは誰も予想しておらず、発表者本人や周囲が大いに驚いたという。
- 第21回大会（1972年）から全青大に合わせ、日本青年館隣の明治公園で「全国青年団物産市」という、青年団がそれぞれの地域の特産品を販売するイベントが開催されていたが、近年は青年団による出店の減少からそれがなくなり、代わって一般団体主催のフリーマーケットに一部道府県（またはブロック単位）の青年団が参加する形で地域の特産品などの販売が第56回まで行われた。しかし、第57回は青年団物産市を日本青年館で独自開催した（フリーマーケットは例年通り実施された）。
- 突撃!!屯田村青年団（山田浩一著、リイド社刊）というマンガでは、同青年団が全青大の相撲に福岡県代表として出場している。
  - 突撃!!屯田村青年団 - マンガ図書館Z（外部リンク）
- 1910年（明治43年）にも「全国青年大会」という同名イベントが名古屋市で開かれた[5]。国内初の全国規模の青年会の大会といわれる。（具体的な内容は不明）